# Beda-Markt
Der Beda-Markt ist eine mehrtägige, jährlich im März stattfindende Veranstaltung in der Stadt Bitburg. Es handelt sich um die älteste Gewerbe- und Leistungsschau der Region. Zwischen 40.000 und  80.000 Besucher finden sich dort jährlich ein. Im Jahr 2019 fand der Beda-Markt zum 40ten Mal statt, zwischen 2020 und 2022 fiel er coronabedingt aus.
Neben einer Kirmes handelt es sich um einen verkaufsoffenen Sonntag. 
Ergänzend gibt es einen Handwerkermarkt, Handwerksausstellungen, Automobilausstellungen sowie verschiedene Marktstände mit Unternehmen aus der Region. Eine weitere Station ist das RUW-Zentrum im nahegelegenen Fließem, wo diverse Herdbuchtiere gezeigt werden. Zudem werden dort auch Agrarmaschinen ausgestellt.
Da das Stadtgebiet weiträumig als Ausstellungsgelände dient, gibt es einen Shuttlebusbetrieb von den auswärtigen Parkplätzen.